# Agüero (Cantabria)
Agüero es una localidad del municipio de Marina de Cudeyo (Cantabria, España). En el año 2008 contaba con una población de 205 habitantes (INE). La localidad se encuentra a 60 metros de altitud sobre el nivel del mar, y a 4 kilómetros de la capital municipal, Rubayo.
Los barrios que componen la localidad son: Ontonilla, Campo Agüero, Coterón, Campo La Sierra, Solaesa, El Puente, El Molino, Montecillo, La Muela, y Trisuto.

## Patrimonio
Destaca del lugar el conjunto histórico de Agüero fue declarado Bien de Interés Cultural en el año 1985. Otros edificios de interés son:
- Iglesia parroquial de San Juan
- Castillo de Agüero
- Casona de Villanueva de la Barca
- Casa de Oruña
- Casa de los Sierra (desaparecida)

- Datos: Q5660989
- Multimedia: Agüero (Cantabria) / Q5660989